# Athletic Club Bongoville
O Athletic Club Bongoville é um clube de futebol com sede em Bongoville, Gabão. A equipe compete no Campeonato Gabonês de Futebol.

## História
O clube foi fundado em 2008.